# Davis (Oklahoma)
Davis is een plaats (city) in de Amerikaanse staat Oklahoma, en valt bestuurlijk gezien onder Garvin County en Murray County.

## Demografie
Bij de volkstelling in 2000 werd het aantal inwoners vastgesteld op 2610.
In 2006 is het aantal inwoners door het United States Census Bureau geschat op 2663, een stijging van 53 (2,0%).

## Geografie
Volgens het United States Census Bureau beslaat de plaats een oppervlakte van
28,5 km², geheel bestaande uit land. Davis ligt op ongeveer 332 m boven zeeniveau.

## Plaatsen in de nabije omgeving
De onderstaande figuur toont nabijgelegen plaatsen in een straal van 28 km rond Davis.